# Norma jurídica
A norma jurídica é o elemento de base do direito e, portanto, a célula de cada ordenamento jurídico. É um imperativo de conduta, que coage os sujeitos a se comportarem da forma por ela esperada e desejada.
A compreensão da norma jurídica somente é possível a partir da noção de ordenamento jurídico, isto porque a eficácia da norma e a institucionalização da sanção dependem da preexistência de um ordenamento jurídico.
Não existe nenhuma norma juridicamente válida sem a existência de um ordenamento jurídico correspondente, apesar de ser possível a discussão acerca da possibilidade de a norma jurídica ser ou não ser justa ou eficaz independente da sua validade.

## Norma jurídica e linguagem
A norma jurídica é uma construção da linguagem, especificamente um comando genérico e universal.
A norma jurídica é um comando, portanto, possui um caráter impositivo e despsicologizado, dirigido essencialmente a conduta humana ou sobre as próprias normas jurídicas.

## Norma jurídica e regra jurídica
Norma jurídica é sinônimo de regra jurídica, apesar de alguns autores reservarem a denominação regra para o setor da técnica e, outros, para o mundo natural. Há distinção apenas entre norma jurídica e lei. Esta é apenas uma das formas de expressão das normas, que se manifestam também pelo Direito costumeiro e, em alguns países, pela jurisprudência.

## Contrafaticidade
As normas jurídicas são contrárias aos fatos reais, exprimem um dever ser que resulta numa consequência jurídica – que pode ser ou não uma sanção. É dizer, as normas jurídicas são contrafáticas porque possuem validade independente da lógica ou do senso comum.
O caráter contrafático da norma jurídica indica que a norma jurídica é sempre instrumento para a transformação social (função progressista) ou para a manutenção de princípios (função conservadora).

## Espécies de norma jurídica
O mundo normativo é variado e múltiplo, podemos destacar oito critérios de classificação sobre a norma jurídica:
- Quanto ao destinatário.

O destinatário geral da norma jurídica é o homem, todavia é possível que a norma jurídica pode-se dirigir também a outras normas jurídicas.
É possível destacar, a partir deste critério, o alcance da norma jurídica. Assim, as normas jurídicas podem abranger grupos muito amplos ou determinados indivíduos ou situações especificas.
- Quanto ao modo de enunciação.

As normas jurídicas podem ser escritas, orais ou mesma expressas de modo não verbal (p. ex., semáforo).
- Quanto à finalidade.

A norma jurídica pode ser proibitiva, permissiva (porque proíbe outros) ou preceptiva, tendo em vista a descrição de uma conduta ou um comportamento.
Todavia, a norma jurídica também pode dirigir-se apenas a diretrizes, intenções e objetivos. É o caso das normas jurídicas programáticas.
- Quanto ao espaço.

As normas jurídicas podem incidir em variados espaços e respeitar determinados limites espaciais de incidência.
As normas jurídicas podem ser internacionais, nacionais ou mesmo respeitar os limites dos Estados da Federação ou dos Municípios.
- Quanto ao tempo.

As normas podem variar conforme o momento de vigência.
As normas jurídicas podem ser validas permanentemente, provisoriamente ou temporariamente.
A permanência diz respeito ao tempo de cessação da vigência e não ao tempo de início. Isto é, uma norma é permanente mesmo que o prazo inicial seja posposto à promulgação – vacatio legis.
Nesse último caso, a norma jurídica pode possuir incidência imediata e incidência mediata.
- Quanto às consequências.

As normas jurídicas podem ser divididas em normas de conduta e normas de sanção tendo em vista as suas consequências.
As normas de conduta, pelo critério de finalidade, podem exprimir uma obrigação, proibição ou permissão.
As normas de sanção indicam consequências do descumprimento da norma de conduta.
- Quanto à estrutura.

As normas jurídicas podem ser normas autônomas e normas dependentes.
As normas jurídicas autônomas são as que tem por si um sentido completo, isto é, esgotam a disciplina que estatuem. É o caso de uma norma que revoga a outra.
As normas jurídicas dependentes exigem combinação com outras normas jurídicas, em relação à estrutura. São dependentes porque estatuem o comportamento e, por isso, se liga a outra, que lhe confere sanção.
- Quanto à subordinação.

As normas jurídicas podem ser normas origem e normas derivadas. Normas origem são as primeiras de uma série. As demais normas da série, que remontam à norma origem, são derivadas.

## Elementos do conceito da norma jurídica
Toda a norma jurídica compõe-se num suporte fático e numa correlata consequência jurídica realçando-se os elementos:
- a imperatividade, pois que o seu comportamento é obrigatório, ficando os destinatários sujeitos a sanções se as não cumprirem;
- a generalidade, já que se destinam a ser aplicadas a toda uma categoria de destinatários, não determinados concreta e individualmente (ainda que, por exemplo, refiram-se ao Presidente da República, pois neste caso se dirigem à instituição e não à pessoa que assume essas funções);
- a abstração, pois fixam a conduta a adotar em situações de fato abstratas; "haverá lugar a…" ou "designar-se-á…";
- a hipoteticidade, uma vez que estabelecem condutas a adotar no futuro, se verificarem-se os fatos que hipoteticamente estão previstos, ou seja, "sempre que" ou "quando",[1] no modelo: "Se A, então B."

A sanção não pertence aos elementos definidores da norma jurídica (suporte fático ou consequência jurídica), trata-se de decorrência da necessidade do comando prescritivo do direito - isto porque a força legal é o instrumento de realização do direito (entendido amplamente como ordenamento jurídico).
A norma jurídica é aquela norma cuja execução será garantida por uma sanção externa e institucionalizada.
Estruturalmente: Se A + B + C, então Cj:, onde A, B e C são os elementos de fato, A + B + C é o suporte fático (conjunto dos elementos de fato) e, Cj, a consequência jurídica.
Graficamente: Aparecimento do fenômeno jurídico demonstrado através do Diagrama da Norma Jurídica.
```
                            P
                          /
Fs + Va ⇒ Nj → Ft = D --
                          \
                           Ñp → C → S
```

- Fs = Fato social: tudo que o homem faz e exterioriza. Tudo que ocorre na sociedade.
- Ft = Fato temporal: são fatos sociais reproduzidos no tempo. Bem jurídico.
- Va = Valor agregado: é o valor que agregamos às coisas. A importância das coisas para a sociedade, ou de pessoa para pessoa.
- Nj - Norma jurídica: são condutas estabelecidas para todos.
- D = Direito: orienta condutas. Fruto da convivência humana.
- P = Prestação: a aceitação da norma. O apoio.
- Ñp = Não prestação: a não aceitação da norma. Transgredir.
- C = Coerção: é o uso da força pelo direito.
- S = Sanção: é a punição. Se você não cumpre a conduta, você é sancionado.

Chega-se assim, ao conceito fundamental da norma jurídica, que é uma regra de cumprimento obrigatório e de conteúdo simultaneamente abstrato, geral e hipotético.

## A validade e a eficácia da norma jurídica
A validade da norma jurídica envolve o problema da existência da regra. Trata-se de averiguar se a autoridade de quem ela emanou tinha o poder legítimo para emanar normas jurídicas, averiguar se não foi ab-rogado e averiguar se não é incompatível com outras normas do ordenamento jurídico.
A eficácia aborda o problema de ser ou não seguida por pessoas a quem é dirigida. Assim, podem ser normas seguidas universalmente de modo espontâneo, normas seguidas na generalidade quando estão providas de coação, violadas, ou normas que não são seguidas.